# Kalliao
Kalliao (ou Kalliao-Garre) est un village du Cameroun situé dans la commune de Meri, le département du Diamaré et la région de l'Extrême-Nord. Il dépend du canton du même nom.
Kaliao est également une montagne et une rivière le Mayo-Kaliao.

## Localisation
Le village de Kalliao-Garre est localisé à 10° 36' 34 N et 14° 12' 57 E.  Il se trouve à 508 m d'altitude.
Le village s'étend sur 101 m² et se trouve sur la route de Maroua à Doyang, puis piste auto à Kalliao-Garré.

## Population
Le village de Kalliao-Garre comptait 376 âmes (1974) contre 796 en 2005 lors des recensements soit une augmentation de 53 %.
Il y a 1 école en cycle complet.
La population est principalement Fulbé-Guiziga.